# Calvia quindecimguttata
Espèce
Calvia quindecimguttata est une espèce d'insectes coléoptères de la famille des coccinelles.